# Банка на Англия
Банката на Англия или Английска банка (на английски: Bank of England, пълно наименование: Governor and Company of the Bank of England) е централната банка на Обединеното кралство Великобритания и Северна Ирландия в цялост, въпреки че според името се отнася за Англия. Става модел, по който са изграждани съвременните големи централни банки.
Създадена през 1694 г., тя е втората централна банка след Банката на Швеция (1668) и 8-а най-стара банка в света. Първоначално е организирана като частна банка и едва след нейната национализация през 1946 г. става публична организация, напълно принадлежаща на правителството. Тя е банкер на британския монарх.
През 1946 г. банката е национализирана, а от 1998 г. е публична организация, отговорна пред парламента, но с пълна независимост в провеждането на паричната политика.
Банката е сред 8-те банки, които имат право да печатат банкноти в Обединеното кралство, но има монопол в печатането на банкноти в Англия и Уелс и регулира печатането на банкноти от частни банки в Шотландия и Северна Ирландия.
Към банката функционира Комитет по паричната политика, който отговаря за провеждането на паричната политика и установяването на основния лихвен процент. Трезорът има делегирани права да дава ръководи комитета, в случай че това е наложително и е в интерес на обществото и при крайни икономически ситуации. От 2011 г. функционира и Комитет по финансова политика, който осъществява регулацията на финансовия сектор в Обединеното Кралство.
Централата на банката се намира в Лондонското Сити от 1734 г. насам. Гуверньор на банката от 2020 г. е Андрю Бейли.

## История
Разгромната военноморска загуба на Англия от Франция в битката при Бийчи Хед (1690) по време на Деветгодишната война става движеща сила за стремежа на Англия да възвърне позициите си като морска сила. Англия няма друг избор освен да създаде могъщ флот. Публични средства липсват, а доверието към управлението на Уилям III е толкова ниско, че е невъзможно да се намерят над 1 милион лири, от които се нуждае за нови кораби.
За да стане възможен заемът, заемодателите основават банка като търговска компания начело с „гуверньор“ (governor – управител); оттам е името „Гуверньор и компания на Банката на Англия“. На банката се дават изключителни права да управлява бюджета на правителството и тя е единствената, която има право да печата банкноти. Съдружниците имали право да дават на правителството пари в брой и да издават банкноти срещу държавни облигации, които от своя страна също са могли да бъдат давани назаем. Сумата от 1.2 милиона паунда била събрана за 12 дни, като половината от нея е използвана за флота. Като страничен благоприятен ефект се развива индустрията, защото възстановяването на флота изисквало много доставчици – от ковачи до земеделци. Всичките това помага на икономиката да се трансформира и помага на Кралство Великобритания да се превърне в доминираща световна сила в края на 18 и началото на 19 век.
Създаването на Английската банка през 1694 г. става по план, предложен от шотландския финансист Уилям Патерсън три години преди това, но неосъществен. Кралската харта е утвърдена на 27 юли с приемането на Тонидж Акт от 1694. Инвеститорите получили акции на банката в количества, пропорционални на вложените от тях пари. Първият кредит е заем на правителството от 1.2 милиона паунда. Публичните финанси са били в толкова тежко положение, че лихвата по кредита е 8% на година, а освен това имало такса за управление от 4000 паунда на година. Първият гуверньор на Банката е сър Джон Хублън, който е изобразен на банкнотата от 50 паунда, издадена през 1994 г. Хартата е обновявана през 1742, 1764 и 1781.
Макар да била основана като официален банкер на държавата, Английската банка си останала изцяло частна холдингова компания. С набраните от банката средства през следващите няколко века били финансирани завоевателните войни и експедиции на най-голямата империя в историята на човечеството
Първоначално Банката се намира в Уолбрук, Лондон, където през 1954 г. по време разкопки археолози разкриват останките от древен римски храм на Митрас. Останките от храма са може би най-известните римски останки в Лондон за целия 20 век и са изложени публично.
Банката се премества на сегашния си адрес на Треднийдъл стрийт и впоследствие придобива съседните имоти, за да се създаде сегашната постройка. Повторното построяване на Банката от Хърбърт Бейкър, който разрушава по-голямата част от по-ранната постройка на сър Джон Соун, е описано от историка по архитектура Николаус Певзнер като „най-голямото архитектурно престъпление, извършено в Лондон през 20 век“.
Когато идеята и реалността за държавния дълг се появяват през 18 век, той също се управлява от Банката. С подновяването на хартата през 1781 г. банката е била банка на банките – пазейки достатъчно злато, за да покрие банкнотите. Това е така до отблъскването на френския десант на 26 февруари 1797 г. в битката при Фишгард. Участието на Великобритания във войната на първата коалиция дотолкова изчерпва златните резерви, че правителството забранява на банката да се разплаща в злато. Тази забрана трае до 1821 г.
Банката се е отървавала на косъм и в други събития. През 1780 г., протестиращи в Лондон се опитват да нахлуят в сградата. В резултат на това, до 1973 г., всяка нощ е имало патрулиращи войници, които са пазели банката и националното злато.

### XIX век
Банковата харта от 1844 обвързва печатането на банкноти със златните резерви и дава изключителни права на Банката по отношение на печатането на банкноти. Частните банки, които са имали правото преди хартата, продължили да печатат пари, но при условие, че централите им са били извън Лондон и при условие, че са депозирали някакъв вид гаранция за отпечатаните банкноти.

През деветнайсети век Английската банка изиграва ролята на фокус и стабилизиращ фактор в световната парична и банкова система. Според Джон Кенет Гълбрайт, 

от всички институции, свързани с икономиката, нито една не се е радвала на подобен престиж толкова дълго време. Във всяко отношение Банк ъф Ингланд е за парите това, което е свети Петър за християнската вяра. И тази репутация е заслужена, защото голяма част от изкуството, както и известна част от мистерията на управлението на парите произлизат от нея.
—Д. Гълбрайт, 

### XX век
Великобритания се придържа към златния стандарт до 1931 г., когато златните резерви и тези в чуждестранна валута се преместват формално в Министерство на финансите, но управлението им е остава поверено на Банката. През 1998 г. Банката получава право да отговаря и за лихвената политика.
По време на управлението на Монтагю Норман, от 1920 г. до 1944 г., Банката прави умишлени опити да се оттегли от банкирането на дребно и да се превърне в централна банка. През 1946 г., скоро след края на мандата на Норман, банката е национализирана по времето на управлението на лейбъристите.
След 1945 г. Банката следва политиките на кейнсианската икономика, и по-конкретно „лесните пари“ и ниските лихвени проценти в опит да стимулира потреблението. Банката се опитва да поддържа постоянен обменен курс и да се справи с инфлацията и слабия паунд с помощта на по-висок контрол върху кредити и обмяната.
През 1981 г. задължението банките да поддържат определен резерв от техните депозити в Банката е отменено. Съвременният преход от кейнсианска икономика към принципите на чикагската икономическа школа е анализиран от Никълас Калдор в труда му The Scourge of Monetarism.
На 6 май 1997 г. след парламентарните избори, които докарват лейбъристите на власт за първи път от 1979 г., канцлерът на хазната Гордън Браун обявява, че Банката ще има пълна самостоятелност върху паричната политика. Позовавайки се на условията от Закона за Банката на Англия от 1998, Комитета по парична политика на Банката има еднолична отговорност да определя лихвените проценти, така че да се постигне определения инфлационен процент от 2,5%. Рамката на инфлацията е свалена на 2% като индексът на потребителските цени става основен инфлационен индекс. Ако инфлацията е с 1% повече или по-малко от зададеното ниво, гуверньорът на Банката трябва да напише писмо до канцлера на хазната обяснявайки ситуацията и какво решение предлага.
Предаването на властта върху паричната политика в ръцете на Банката е основен приоритет в икономическата политика на либералните демократи по време на изборите през 1992 г.

## Функции
Банката изпълнява всички функции на една централна банка. Най-важната от тях е поддържането на паричната стабилност и подкрепянето на икономическите политики на правителството, чрез което се стимулира икономически растеж. Има два основни сектора, в които Банката се е концентрирала, за да функционира ефективно.

### Парична стабилност
Стабилните цени и увереността във валутата са двата основни критерия за парична стабилност. Стабилните цени се поддържат чрез придържане към инфлационния процент, който е предварително зададен от правителството. Централната банка има за цел да постигне този процент чрез регулирането на лихвения процент, който се определя от Комитета по парична политика и чрез други методи.

### Финансова стабилност
Поддържането на финансовата стабилност включва протекция срещу заплахи към финансовата система. Заплахите за финансовата система са засичани от разузнаването на Банката, като и разузнаването на пазарите. Впоследствие заплахите се отстраняват чрез финансови и други операции, както във Великобритания, така и в чужбина. При изключителни обстоятелства банката може и да бъде кредитор от последна инстанция предоставяйки кредити, когато нито една друга институция не може да го направи.
Английската банка работи и с други институции, за да подсигури паричната и финансова стабилност:
- Хазната на Негово (Нейно) Величество – отговаря за финансовата и икономическа политика;
- други централни банки и международни организации, с цел подобряване на международната финансова система.

Банката действа като банкер на правителството и поддържа сметката на Консолидирания фонд на правителството, както и резервите на държавата във валута и злато.
Английската банка има монопол върху печатането на банкноти в Англия и Уелс. Шотландските и северно-ирландските банки са запазили правото си да печатат банкноти, но те трябва да имат покритие с депозити в централната банка, с изключение на няколко милиона лири, които представляват банкноти в обращение от 1845 г.
От 1998 г. насам Комитетът за парична политика носи отговорността по определянето на официалния лихвен процент. До 1998 г. Банката отговаря за регулацията и надзора на банковия и застрахователния сектор, след което тази отговорност е прехвърлена на финансовия регулатор Financial Services Authority (FSA). След финансовата криза от 2008 г. новото банково законодателство (Закон за финансовите услуги) връща отговорността по регулацията и надзора на банковия и застрахователен сектор обратно към Английската банка.

## Печатане на банкноти
Банката печата банкноти от 1694 г. Първоначално банкнотите са били изписвани ръчно и въпреки че от 1725 г. нататък са били отпечатвани частично, касиерите е трябвало да разписват банкнотите, за да ги направят използваеми. От 1855 г. банкнотите вече са изцяло печатни. До 1928 г. всички банкноти са били „Бели банкноти“, отпечатани в черно отпред и бяло отзад. През 19 и 20 век „белите банкноти“ са били с деноминация от 1 и 2 паунда. През 20 век „белите банкноти“ са били печатани в деноминации между 5 и 1000 паунда.
До средата на 19 век другите търговски банки също са имали право да печатат банкноти и техни банкноти са били често срещани в обращение. Банковата харта от 1844 г. започва процеса на ограничаването на печатането на банкноти. На новите банки е забранено да печатат нови банкноти. В процеса на сливането на малките провинциални банки с големите, те също губят правото си да печатат банкноти. Последната частна банка, която е имала право да печата банкноти в Англия и Уелс до 1921 г. е Фокс, Фаулър и Ко. Макар че Хартата ограничава правата на частните банки да печатат пари, в днешно време има три търговски банки в Шотландия и четири в Северна Ирландия, които продължават дейността си по печатане, но то е регулирано от държавната банка.
В началото на Първата световна война е гласуван закон за валутите и банкнотите, който дава правото на Кралската хазна да печата банкноти от 1 и 10 шилинга.

## Трезор
Банката е пазител на официалните златни резерви на Обединеното кралство, както и на около 30 други държави. Трезорът, който се намира в подземията на Лондон, има площ, по-голяма от втората по височина сграда в Лондон и се отваря с ключове, дълги 3 фута. Английската банка е петнадесетият по големина пазител на златни резерви в света, пазейки 4600 тона злато. Към февруари 2012 златните депозити в банката се оценяват на 156 милиарда паунда.